# Dai zhuang
Le dai zhuang ou daï zhuang est une langue taï-kadaï, parlée au Yunnan et en Chine, ainsi que de façon marginale au Viêt Nam.

## Classification
Le dai zhuang appartient au sous-groupe des langues taï centrales, rattaché aux langues taï au sein de la famille taï-kadaï.

## Répartition géographique
Les dai zhuang résident dans la Préfecture autonome zhuang et miao de Wenshan du Yunnan, essentiellement dans les xian de Wenshan, Malipo et de Maguan. Quelque 200 locuteurs vivent au Viêt Nam, dans la province de Lào Cai. En Chine, ils font partie de la minorité Zhuang. 

## Sources
- (en) Eric C. Johnson, 2011, The Southern Zhuang Languages of Yunnan Province’s Wenshan Prefecture from a Sociolinguistic Perspective', SIL International.